# Dražen Bolić
Dražen Bolić (cyr.: Дражен Болић, ur. 12 września 1971 w Karlovacu) – serbski piłkarz występujący na pozycji obrońcy. Reprezentant Jugosławii.

## Kariera klubowa
Bolić karierę rozpoczynał w sezonie 1992/1993 w drugoligowym Obiliciu. W 1993 roku został graczem pierwszoligowego Partizana. Trzy razy zdobył z nim mistrzostwo Jugosławii (1994, 1996, 1997), a także dwa razy Puchar Jugosławii (1994, 1998).
W 1998 roku Bolić przeszedł do włoskiej Salernitany. W Serie A zadebiutował 12 września 1998 w przegranym 1:3 meczu z Romą. 6 grudnia 1998 w zremisowanym 2:2 spotkaniu z Bari strzelił swojego jedynego gola w Serie A. W sezonie 1998/1999 spadł z Salernitaną do Serie B. W 2001 roku odszedł do innego drugoligowego zespołu, Ankony. W sezonie 2002/2003 awansował z nią do Serie A.
W 2004 roku Bolić przeniósł się do drugoligowej Vicenzy, a w 2005 roku został graczem klubu Lanciano, grającego w Serie C1. W 2009 roku zakończył tam karierę.

## Kariera reprezentacyjna
W reprezentacji Jugosławii Bolić zadebiutował 20 września 1995 w wygranym 2:0 towarzyskim meczu z Grecją. W latach 1995–2000 w drużynie narodowej rozegrał 5 spotkań.